# Marigot (San Martín)
Marigot es la capital de Saint-Martin, la parte francesa de la Isla de San Martín.

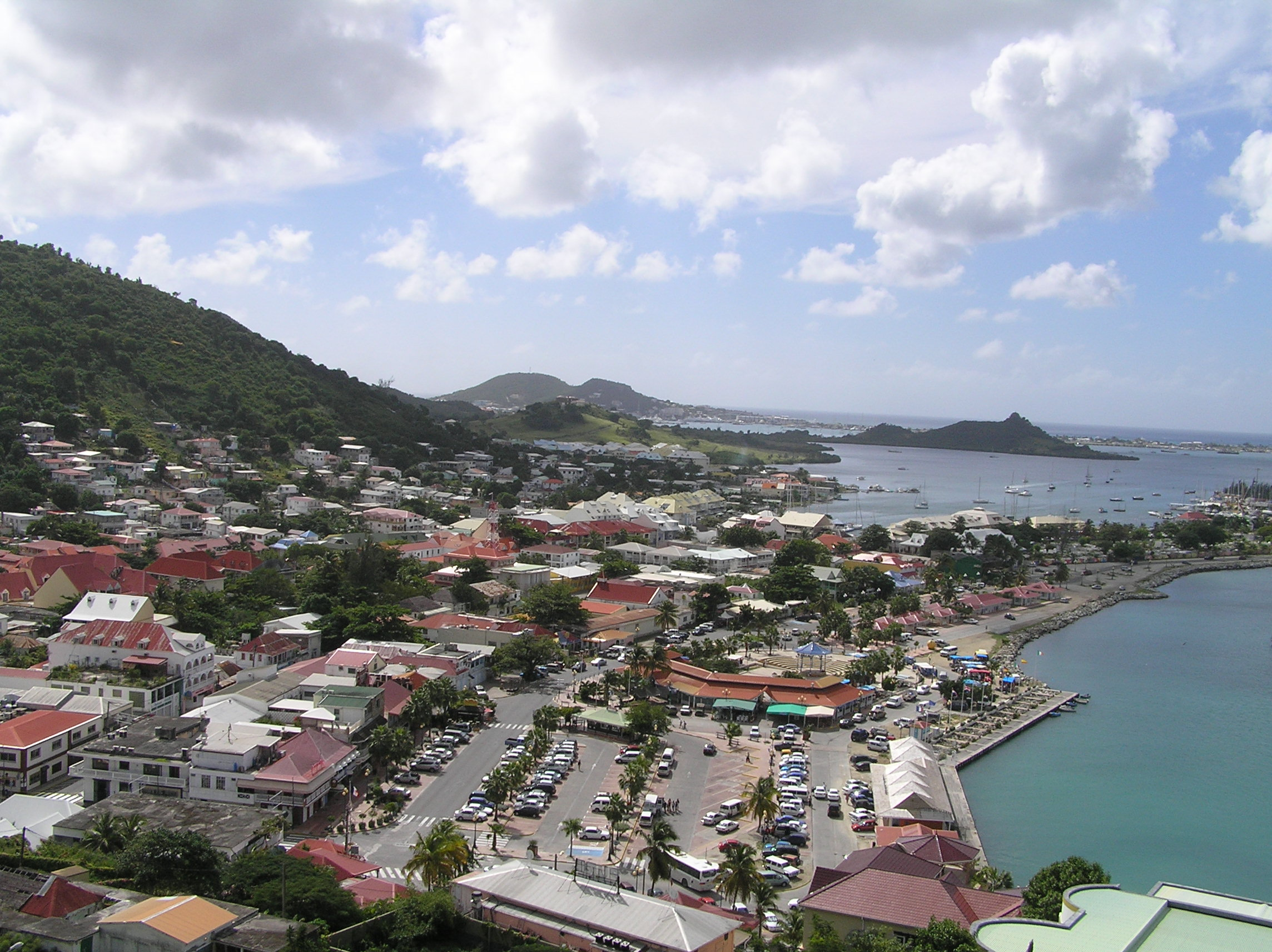
Marigot

## Geografía
La ciudad está situada sobre el nivel medio del mar y cuenta con una población estimada en 5.000 habitantes a 2004. En 2006, se estimó una población de 5.700 habitantes. Geográficamente se encuentra en los 18°04′00″N 63°05′00″O / 18.06667, -63.08333.

### Lenguas
El idioma oficial es el francés, sin embargo, es común escuchar por sus calles el neerlandés, el español, el inglés y el portugués; algunos inmigrantes también conservan sus lenguas de origen, tales como el kréyol y el sranang tongo.